# يوغي فيرتوال دسك توب
يوغي فيرتوال دسك توب (بالإنجليزية: Yugioh Virtual Desktop - الاختصار بالإنجليزية: YVD، بالعربية: واي في دي) إحدى العاب يوغي يوه على الحاسب الشخصي (PC) التي تلعب عبر الشبكات، وهي لعبة يدوية مصنوعة بلغة الفيجوال بيسك، وتعد إحدى أهم طرق لعب مبارزة الوحوش عبر الانترنت.

## مميزات اللعبة
تتميز يوغي فيرتوال دسك توب أو كما تعرف بواي في دي بالعديد من المميزات منها:
- مجانية، بتحميلها وكامل تحديثاتها وجميع مميزات اللعبة.
- صغيرة الحجم.
- عدم احتياجها لبرامج للعب من خلالها فيمكن اللعب باستخدام ip adress مباشرة وإن كان الشائع استخدام برنامج هاماتشي (HAMACHI) للمبارزة من خلالها.
- المتطلبات الأساسية للتشغيل تعد منخفضة جداً.
- تتميز كذلك بسهولة تحديث قاعدة بيانات أوراق المبارزة فيها، مما يجعلها مسايرة دائماً لأحدث الأوراق التي تُصدر، وأحدث قوائم للأوراق الممنوعة والمحدودة وشبه المحدودة. مما يجعلها محل جذب للمحترفين على الرغم من عيوب الجرافيكس ويدويتها.
- كذلك تتميز بسهولة البحث عن الأوراق من خلال محركات بحث عن طريق نوع الورقة (سحر-فخ-وحش)، نقاط الوحش الهجومية، مستوى الوحش، نوعه وغيرها.
- وبها المتطلبات الفرعية للعبة مثل العملة والنرد والتوكنز، ومتاح بها العديد من التأثيرات الخاصة للأوراق.

## عيوب اللعبة
من أسوأ ما يؤخذ عليها عدم وجود غرافيكس، بالإضافة إلى سوء جودة صور الأوراق، كما ينتقد البعض كونها يدوية وذات مظهر بدائي.

## المتطلبات الأساسية للتشغيل
- نظام نوافذ (ويندوز) 95 أو أعلى.
- ذاكرة 32 ميغابايت.
- سرعة المعالج 200 ميغاهيرتز.
- سرعة الاتصال بالإنترنت الموصى بها 56 كيلوبايت\ثانية أو أعلى.

## اختصارات لوحة المفاتيح
```
ctrl + d ← لسحب ورقة من المجموعة.
ctrl + s ← لخلط أوراق المجموعة.
ctrl + r ← لرمي نرد.
ctrl + w  ← لسحب وعرضها على الخصم.
ctrl + p ← للتنقل بين الأدوار الفرعية.
ctrl + f ← لرمي عملة.
/sub xxxx ← (في الشات) لتخفيض النقاط الأساسية حيث xxxx الرقم المراد تنقيصه.
/add xxxx ← (في الشات) لزيادة النقاط الأساسية حيث xxxx الرقم المراد إضافته.
```